# Championnats d'Amérique du Sud d'athlétisme espoirs 2008
Navigation
Édition précédente Édition suivante
La 3e édition des Championnats d'Amérique du Sud d'athlétisme espoirs s'est déroulée à Lima du 5 au 7 septembre 2008 au stade de la Villa Deportiva Nacional (VIDENA).

## Résultats

### Hommes
| Épreuve                     | Or                                                                                  | Or                | Argent                                                              | Argent              | Bronze                                                                | Bronze            |
| --------------------------- | ----------------------------------------------------------------------------------- | ----------------- | ------------------------------------------------------------------- | ------------------- | --------------------------------------------------------------------- | ----------------- |
| 100 mètres (-2,0 m/s)       | Nilson Andrè Brésil                                                                 | 10 s 69           | Bruno de Barros Brésil                                              | 10 s 70             | Franklin Nazareno Équateur                                            | 10 s 84           |
| 200 mètres (-1.0 m/s)       | Bruno de Barros Brésil                                                              | 21 s 13           | Franklin Nazareno Équateur                                          | 21 s 38             | Nilson Andrè Brésil                                                   | 21 s 53           |
| 400 mètres                  | Andrés Silva Uruguay                                                                | 46 s 73           | Helder Alves Brésil                                                 | 46 s 95             | Rubén Headly Venezuela                                                | 47 s 94           |
| 800 mètres                  | Fernando Lina da Silva Brésil                                                       | 1 min 50 s 09     | Diomar de Souza Brésil                                              | 1 min 50 s 11       | Ramón Michel Venezuela                                                | 1 min 50 s 32     |
| 1 500 mètres                | Mario Bazán Pérou                                                                   | 3 min 50 s 65     | Freddy Espinoza Colombie                                            | 3 min 50 s 98       | Mauricio Valdivia Chili                                               | 3 min 52 s 11     |
| 5 000 mètres                | Robson de Lima Brésil                                                               | 14 min 24 s 25    | Mario Bazán Pérou                                                   | 14 min 25 s 48      | John Tello Colombie                                                   | 14 min 31 s 56    |
| 10 000 mètres               | Robson de Lima Brésil                                                               | 30 min 25 s 63    | Andrés Peña Colombie                                                | 30 min 27 s 72      | Segundo Jami Équateur                                                 | 30 min 39 s 12    |
| 3 000 mètres steeple        | Mario Bazán Pérou                                                                   | 8 min 52 s 95     | Eduardo Antunes Brésil                                              | 8 min 57 s 49       | Fabián Cajamarca Équateur                                             | 9 min 13 s 90     |
| 110 mètres haies (-2,5 m/s) | Jorge McFarlane Pérou                                                               | 14 s 24           | Luiz Alberto de Araújo Brésil                                       | 14 s 34             | Éder Antônio Souza Brésil                                             | 14 s 34           |
| 400 mètres haies            | Andrés Silva Uruguay                                                                | 51 s 33           | Thiago Sales Brésil                                                 | 51 s 52             | Ingo Stotz Chili                                                      | 52 s 81           |
| Saut en hauteur             | Wanner Miller Colombie                                                              | 2,17 m            | Guilherme Cobbo Brésil                                              | 2,14 m              | Diego Ferrín Équateur                                                 | 2,11 m            |
| Saut à la perche            | Germán Chiaraviglio Argentine                                                       | 5,10 m            | Derik Koubik Brésil                                                 | 4,60 m              | Kelvim Koubik Brésil                                                  | 4,60 m            |
| Saut en hauteur             | Jorge McFarlane Pérou                                                               | 7,72 m (1,9 m/s)  | Hugo Chila Équateur                                                 | 7,60 m              | Vicente Aguirre Chili                                                 | 7,29 m            |
| Triple saut                 | Hugo Chila Équateur                                                                 | 16,68 m (1,8 m/s) | Hilton da Silva Brésil                                              | 15,94 m w (2,9 m/s) | Heleno Rodrigues Brésil                                               | 15,48w (3,0 m/s)  |
| Lancer du poids             | Raoni de Morâes Brésil                                                              | 17,43 m           | Eder César Moreno Colombie                                          | 17,03 m             | Javier Eduardo Nieto Pérou                                            | 16,83 m           |
| Lancer du disque            | Gerson dos Santos Brésil                                                            | 52,79 m           | Maximiliano Alonso Chili                                            | 52,61 m             | Raoni de Morâes Brésil                                                | 51,58 m           |
| Lancer du marteau           | Jacobo D'León Colombie                                                              | 57,73 m           | Allan da Silva Wolski Brésil                                        | 56,30 m             | Juan Manuel Charadía Argentine                                        | 54,14 m           |
| Lancer du javelot           | Ignacio Guerra Chili                                                                | 74,55             | Víctor Fatecha Paraguay                                             | 69,69               | Júlio César de Oliveira Brésil                                        | 66,46             |
| Décathlon                   | Danilo Xavier Brésil                                                                | 7 435 pts         | Ânderson Venâncio Brésil                                            | 7 319 pts           | Damián Benedetich Argentine                                           | 6 264 pts         |
| 20 km marche                | Juan Manuel Cano Argentine                                                          | 1 h 26 min 37 s 0 | Mauricio Arteaga Équateur                                           | 1 h 26 min 59 s 0   | Pavel Chihuán Pérou                                                   | 1 h 29 min 51 s 0 |
| Relais 4 × 100 mètres       | Brésil Ailson da Silva Feitosa Nilson Andrè Bruno de Barros Rafael da Silva Ribeiro | 40 s 06           | Chili Franco Boccardo Cristian Reyes José Vidal Ingo Stotz          | 42 s 16             | Pérou Álvaro Romero Geraldo Ramírez Javier McFarlane Rosendo Valiente | 42 s 77           |
| Relais 4 × 400 mètres       | Brésil Bruno de Barros Wagner Francisco Cardoso Enrique Nogueira Helder Alves       | 3 min 09 s 02     | Venezuela Antonio Alvarado Víctor Solarte Michel Ramón Rubén Headly | 3 min 15 s 19       | Pérou Geraldo Ramírez Hugo Vilca Julio Pérez Jorge McFarlane          | 3 min 16 s 89     |